# Le Poët-Sigillat
Le Poët-Sigillat là một xã thuộc tỉnh Drôme trong vùng Auvergne-Rhône-Alpes ở đông nam nước Pháp. Xã Le Poët-Sigillat nằm ở khu vực có độ cao từ 433-1301 mét trên mực nước biển.